# Tommy Svensson
Tommy Svensson (Växjö, 4 de março de 1945) é um ex-futebolista e treinador de futebol sueco que atuava como meio-campo.

## Carreira
Svensson competiu na Copa do Mundo de 1970, sediada no México, na qual a seleção de seu país terminou na nona colocação dentre os 16 participantes.